# Форт-Релайянс
Форт-Релайянс (англ. Fort Reliance) — покинута факторія на території Юкону, Канада. Факторія була заснована у 1874 році і слугувала центром скупівлі пушнини і продажі побутових товарів індіанцям та старателям. Згодом багато населених пунктів та річок на Юконі йменувалися за віддаллю від Форт-Релайянс.

## Фізико-географічний опис
Форт-Релайянс розміщений на східному березі річки Юкон, 10 км вниз за течією від сучасного міста Доусон-Сіті і за 5 км нижче від колишньої резервації індіанців Мусгайд.

## Історія

### Заснування
Задовго до появи перших білих людей на цій місцевості проживали індіанці племені ген, — попередники сучасних Тшондек-Гвечин (англ. Tr’ondëk Hwëch’in). Їх поселення — Han-Dorf Jutl’à’ K’ät (Nuklako) — розміщувалося на західному березі Юкону.
У 1874 в поселенні Сент-Майкле торговець пушниною Франсуа Мерсьє (Francois Mercier) найняв Джека МакКуестена і Альфреда Мейо (Alfred Mayo) на службу в Комерційну Компанію Аляски. Він запропонував їм побудувати факторію вверх по річці Юкон, у малодослідженому на той час районі. Керувати факторією мав МакКуестен. У червні цього ж року на невеличкому пароплаві «Юкон», з трьома баржами на причепі, Мерсье і МакКуестен вирушили вверх по Юкону. Щодня вони витрачали по шість годин, рубаючи дрова для парової машини. На кожній існуючій факторії по дорозі вони залишали одну баржу. З останньою баржою, завантаженою трьома тоннами припасів, вони добралися до найдальшого місця на Юконі.
Проблукавши у заплутаному між островами руслі Юкону, вони врешті вибрали місце для факторії Форт-Релайянс на східному березі Юкону, напроти літнього табору індіанців племені ген. Індіанцям вже не потрібно було долати сотні миль, щоб продати хутра у форті Юкон. Мерсье, допомігши розчистити місце під забудову, через два дні відплив до свого призначення, а у Форт-Релайянс залишилися МакКуестен і 18-річний Франк Бенфілд. Вони найняли індіанців ген для заготівлі колод для зрубів, а також для полювання і заготівлі м'яса на зиму. Цього ж літа були збудовані три однакові зруби, кожен розміром 10×8 м — будинок для проживання, склад і магазин. На зиму МакКуестен і Франк Бонфілд мали тепле житло і достатньо їжі.

### Бізнес
Ще до закінчення зими індіанці розкупили, точніше, обміняли на пушнину, всі запаси продуктів і господарських товарів. Факторія виявилися дуже прибутковою.
Попри приставку до своєї назви «Форт-», поселення не було фортифіковане і навіть не обгороджене повністю.
У наступні роки після реорганізації Комерційної Компанії Аляски справи пішли гірше, підвищилася конкуренція, закупівельні ціни на хутро значно зросли, індіанці навчилися робити вигоду з конкуренції між факторіями і компаніями.
У 1877 році Форт-Релайянс вже перестав бути таким прибутковим.
Весною цього року виник перший серйозний конфлікт з місцевими індіанцями. Попереднього року, коли Гарпер і Мейо вирушали за новим товаром вниз по Юкону до Сент-Майкл, вони залишили частину нерозпроданого товару у Форт-Релайянс і індіанці відразу його розібрали, не заплативши. Цього ж року Мейо вирішив забрати нерозпроданий товар з собою, що викликало незадоволення індіанців. При навантаженні баржі один молодий хлопець спробував викрасти пакунок з тютюном, Мейо помітив це і відібрав пакунок назад, що мало не спровокувало бійку. Сяк-так старійшини заспокоїли індіанців і Мейо з Гарпером відплили до Сент-Майкл, але там вони відмовилися повертатися до Форт-Релайянс. Факторія була покинута разом зі всіма товарами, що там ще залишалися.
Але через два роки МакКуестен повернувся до Форт-Релайянс щоб знову продовжити торгівлю. Ще по дорозі до факторії, МакКуестен дізнався, що після залишення Форт-Релайянс індіанці знайшли там борошно з арсеном, яке використовували для боротьби з гризунами. Дві літні індіанки і одна сліпа дівчина, спробувавши цього борошна, померли від отруєння.
Вождь іншого племені застерігав Маккуестена, що той ризикує життям, повертаючись до Форт-Релайянс, але МакКуестен знехтував попередженням. Основна причина — спорудження нової факторії потребувало додаткових коштів і часу. Окрім того, цей вождь мав свій інтерес — він хотів мати факторію поблизу поселення свого народу.
На здивування МакКуестена, індіанці ген зустріли його дуже приязно і радо. Вони заплатили за весь товар, який вони колись розтягнули з факторії, а МакКуестен за смерть дівчини заплатив 6 доларів і віддав пса. Щодо жінок, які померли від отруєння, то всі дійшли згоди, що вони самі винні у цьому і старі жінки не мали цінності у племені. Конфлікт було залагоджено і факторія знову запрацювала.
Станом на 1880 рік у факторії проживали 82 індіанці і 1 білий чоловік. Наступні кілька років прибулі старателі будували свої зруби поблизу Форт-Релайянс.
У 1882 році у форті зимували вже 12 білих старателів, які промишляли наступного літа на річках Форті Майл і Сіксті Майл.

### Закриття факторії
Наприкінці весни 1886 року, коли було відкрито золото на річці Форті-Майл, торгівля пушниною відразу занепала, факторія втратила своє значення і була покинута і білими, і місцевими індіанцями. Всі перебралися до нового селища Форті-Майл, а колоди з будинків згодом були використані як паливо для пароплавів. 1927 року там залишався лише один зруб, який згодом теж був знищений.
Зараз там залишися лише окремі сліди артефактів.